# Schiavo d'amore (film 1934)
Schiavo d'amore (Of Human Bondage) è un film del 1934 diretto da John Cromwell, con Leslie Howard e Bette Davis la quale ottenne il successo decisivo della sua carriera con l'interpretazione nel ruolo di Mildred Rogers.
La pellicola è tratta dall'omonimo romanzo di William Somerset Maugham (1915). Due altri adattamenti dal romanzo vennero girati nel 1946 e nel 1964, il primo con Paul Henreid ed Eleanor Parker, il secondo con Laurence Harvey e Kim Novak.

## Trama
Philip Carey, un giovane inglese affetto da una malformazione ad un piede, dopo aver trascorso alcuni anni a Parigi a studiare pittura, rinuncia ai suoi sogni e torna a Londra per studiare medicina. Per accontentare un amico, si reca in un caffè dove incontra la cameriera Mildred Rogers, della quale si innamora irragionevolmente, nonostante la ragazza lo tratti con indifferenza e manifesti disprezzo per la sua menomazione. Malgrado Mildred flirti apertamente con Miller, un commerciante di mezza età, accetta comunque di uscire con Philip, senza però mostrare alcun interesse per lui. Philip, al contrario, è sempre più ossessionato dalla ragazza, al punto di trascurare gli studi.
Deluso per aver fallito un esame, Philip decide di chiedere a Mildred di sposarlo. Compra un anello e invita a cena la ragazza, ma quando le rivolge la sua proposta, Mildred risponde di aver già deciso di sposare Miller.
Passa qualche mese e Philip sembra aver dimenticato Mildred. Ha conosciuto Norah, una scrittrice, che si è innamorata di lui e lo circonda di premure. Un giorno, invece, Mildred si presenta a casa di Philip in preda alla disperazione. Aspetta un figlio e Miller l'ha abbandonata. Philip decide di incontrare l'uomo per convincerlo a prendersi le sue responsabilità nei confronti della moglie e del figlio, ma Miller gli rivela di essere già sposato con un'altra donna. Mildred non è sua moglie, è solo una donna con la quale ha avuto un'avventura e della quale non intende più occuparsi.
Philip si offre allora di ospitare Mildred e l'assiste quando nasce la bambina, rimanendo deluso quando Mildred decide di affidare la neonata ad una balia. Preoccupato che la ragazza si annoi con lui, invita a cena uno dei suoi compagni di università, Griffiths, e assiste impotente alla corte sfacciata che questi fa a Mildred e alle volgari civetterie di lei. Quando il giorno seguente le rinfaccia il suo comportamento, Mildred gli annuncia che sta per partire con Griffiths per Parigi.
Philip riprende i suoi studi e durante il suo tirocinio in ospedale fa amicizia con Athelny, un paziente un po' bizzarro. Athelny lo invita a casa sua ed incoraggia la simpatia fra sua figlia Sally e Philip. Ancora una volta, però, Mildred cacciata da Griffiths, gli chiede aiuto, e Philip accetta di riprenderla in casa. Non la ama più, ma non riesce a staccarsi da lei. La sua freddezza preoccupa Mildred che teme di perdere il suo sostegno; la ragazza mette allora in atto un grossolano tentativo di seduzione, ma Philip la respinge disgustato. Il suo rifiuto eccita l'odio di Mildred, che lo insulta violentemente. L'indomani, durante l'assenza di Philip, vandalizza il suo appartamento, distrugge i quadri a cui lui teneva molto e brucia i titoli in denaro che lo zio William gli invia ancora e che gli dovrebbero garantire gli studi.
Rimasto senza denaro, Philip deve lasciare l'università, ma il suo professore gli propone, prima, di sottoporsi ad un'operazione al piede, che lo guarisce dalla sua menomazione. Ma i suoi problemi non sono risolti. La padrona di casa lo sfratta e Philip inizia un triste vagabondaggio alla ricerca di un lavoro. È solo grazie all'aiuto di Athelny che riesce a trovare un impiego in un negozio. Sally gli resta vicina e lo conforta. Un amico lo informa che Mildred è gravemente malata e Philip va a trovarla. Fa la prostituta, ha contratto una malattia incurabile e sua figlia è morta. Philip l'aiuta come può.
La morte dello zio fa entrare Philip in possesso di una piccola eredità con la quale può tornare agli studi. Finalmente laureato, progetta di partire come medico di bordo sulle navi da crociera, e promette a Sally che al suo ritorno si sposeranno. Ma nel frattempo Mildred muore e Philip scopre improvvisamente di essersi liberato della sua ossessione. Rinuncia all'idea di partire e chiede a Sally di sposarlo che felice accetta.

## Produzione
Leslie Howard aveva accettato la parte del protagonista del film che la RKO intendeva realizzare dal romanzo di Maugham agli inizi del 1933. Nessuna delle grandi stelle femminili della RKO era interessata al ruolo di Mildred, ritenendolo talmente negativo da rischiare di offuscare la loro immagine; la parte era stata rifiutata da Katharine Hepburn, Irene Dunne e Ann Harding. Bette Davis, al contrario, insisteva per avere il ruolo, ma era sotto contratto con la Warner Bros. Poiché la Warner era interessata a Irene Dunne per il film Gelosia sul palcoscenico, fu effettuato uno scambio.
Per prepararsi alla parte, Bette Davis assunse una cameriera inglese perché le insegnasse il dialetto londinese, ma questo non fu sufficiente a guadagnarle le simpatie di Leslie Howard, fortemente contrariato dalla scelta della RKO. Durante le riprese i rapporti di Bette Davis con Howard si mantennero molto freddi, finché Howard si rese conto della grande capacità interpretativa dell'attrice.
Le riprese del film durarono dal 19 febbraio al 7 aprile 1934. Il 30 aprile, il 7 maggio e i primi due giorni di giugno furono rigirate alcune scene.

## Distribuzione
Il copyright del film, richiesto dalla RKO Radio Pictures, Inc., fu registrato il 5 luglio 1934 con il numero LP4873.